# Renate Rungger
Renate Rungger (6 settembre 1979) è un'ex mezzofondista, ex maratoneta ed ex fondista di corsa in montagna italiana.

## Biografia
Suo padre Albert e suo fratello Hannes sono a loro volta stati atleti di buon livello nazional: Albert, dopo alcuni piazzamenti ai campionati italiani in gioventù, ha conquistato varie medaglie nelle manifestazioni mondiali ed europee per master, Hannes oltre a gareggiare in maratona (2h21' di personale sulla distanza) ha anche partecipato ad un'edizione dei Mondiali di corsa in montagna.

## Palmarès
| Anno | Manifestazione                | Sede                   | Evento         | Risultato | Prestazione | Note                          |
| ---- | ----------------------------- | ---------------------- | -------------- | --------- | ----------- | ----------------------------- |
| 1997 | Mondiali di cross             | Torino                 | Corsa U20      | dnf       | dnf         |                               |
| 1998 | Europei di cross              | Ferrara                | Corsa U20      | 45ª       | 24'04"      |                               |
| 1998 | Europei di cross              | Ferrara                | A squadre      | 8ª        | 83 p.       |                               |
| 2005 | Europei di cross              | Tilburg                | Corsa seniores | dnf       | dnf         |                               |
| 2006 | Europei                       | Göteborg               | 10000 m piani  | 18ª       | 32'38"17    | Miglior prestazione personale |
| 2006 | Europei di cross              | San Giorgio su Legnano | Corsa seniores | 41ª       | 27'04"      |                               |
| 2006 | Europei di cross              | San Giorgio su Legnano | A squadre      |           |             |                               |
| 2007 | Mondiali di mezza maratona    | Udine                  | Individuale    | 38ª       | 1h13'10"    | Miglior prestazione personale |
| 2007 | Mondiali di mezza maratona    | Udine                  | A squadre      |           |             |                               |
| 2008 | Mondiali di corsa in montagna | Crans-Montana          | Corsa seniores | Argento   | 41'42"      |                               |
| 2008 | Mondiali di corsa in montagna | Crans-Montana          | A squadre      | Bronzo    | 33 p.       |                               |
| 2009 | Europei di corsa in montagna  | Telfes im Stubai       | Corsa seniores | 4ª        | 57'17"      |                               |
| 2009 | Europei di corsa in montagna  | Telfes im Stubai       | A squadre      | Oro       | 16 p.       |                               |
| 2012 | Mondiali di corsa in montagna | Ponte di Legno         | Corsa seniores | 13ª       | 49'44"      |                               |
| 2012 | Mondiali di corsa in montagna | Ponte di Legno         | A squadre      | Argento   | 29 p.       |                               |
| 2013 | Europei di corsa in montagna  | Borovec                | Corsa seniores | 5ª        | 54'05"      |                               |
| 2013 | Europei di corsa in montagna  | Borovec                | A squadre      | Oro       | 11 p.       |                               |
| 2014 | Mondiali di corsa in montagna | Casette di Massa       | Corsa seniores | 53ª       | 55'59"      |                               |
| 2014 | Mondiali di corsa in montagna | Casette di Massa       | A squadre      | Oro       | 32 p.       |                               |

## Campionati nazionali
1996
- Oro ai campionati italiani allievi, 3000 m piani - 9'59"55

1997
- Oro ai campionati italiani juniores di corsa campestre - 16'03"

2002
- 10ª ai campionati italiani di corsa campestre - 14'43"
- 9ª ai campionati italiani di maratonina - 1h13'28"

2005
- Oro ai campionati italiani assoluti, 10000 m piani - 33'15"96
- Argento ai campionati italiani assoluti, 5000 m piani - 16'18"83

2006
- Argento ai campionati italiani assoluti, 5000 m piani - 15'57"91
- 4ª ai campionati italiani di corsa campestre - 25'40"

2007
- 4ª ai campionati italiani assoluti, 10000 m piani - 33'45"78
- Oro ai campionati italiani di corsa campestre - 27'07"

2008
- 5ª ai campionati italiani di maratonina - 1h17'22"

2009
- Argento ai campionati italiani assoluti, 10000 m piani - 34'08"77
- 4ª ai campionati italiani di maratonina - 1h14'14"

2010
- 11ª ai campionati italiani assoluti, 5000 m piani - 16'58"62
- 16ª ai campionati italiani di maratonina - 1h20'22"

2012
- Oro ai campionati italiani di kilometro verticale

2013
- 8ª ai campionati italiani di corsa in montagna - 51'49"

## Altre competizioni internazionali[3]
2001
- 18ª alla BOclassic ( Bolzano), 5 km - 17'50"

2002
- 15ª alla BOclassic ( Bolzano), 5 km - 16'56"8
- 20ª al Cross della Vallagarina ( Villa Lagarina) - 18'59"7

2003
- 6ª al Cross della Vallagarina ( Villa Lagarina) - 16'15"1

2004
- 5ª alla BOclassic ( Bolzano), 5 km - 16'35"3

2005
- 6ª alla BOclassic ( Bolzano), 5 km - 16'20"
- 5ª al Campaccio ( San Giorgio su Legnano) - 14'06"

2006
- 11ª in Coppa Europa dei 10000 metri ( Antalya) - 33'03"31
- 7ª alla BOclassic ( Bolzano), 5 km - 16'24"
- 6ª alla Cinque Mulini ( San Vittore Olona) - 21'21"
- Bronzo al Cross della Vallagarina ( Villa Lagarina) - 22'34"

2007
- 9ª in Coppa Europa dei 10000 metri ( Ferrara) - 33'19"75
- 6ª alla Maratona di Venezia ( Venezia) - 2h41'06"
- 9ª alla BOclassic ( Bolzano), 5 km - 16'28"4
- 5ª alla Cinque Mulini ( San Vittore Olona) - 18'07"
- Oro al Cross della Vallagarina ( Villa Lagarina) - 27'07"

2008
- 6ª alla Maratona d'Italia ( Carpi) - 2h39'58"
- 11ª alla BOclassic ( Bolzano) - 17'11"7
- 8ª alla Cinque Mulini ( San Vittore Olona) - 20'58"
- 9ª al Campaccio ( San Giorgio su Legnano) - 20'43"
- 5ª al Cross della Vallagarina ( Villa Lagarina) - 19'48"6

2009
- 5ª alla Maratona d'Italia ( Carpi) - 2h44'26"
- 14ª alla BOclassic ( Bolzano), 5 km - 17'18"
- 8ª alla Cinque Mulini ( San Vittore Olona) - 20'26"
- 4ª al Cross della Vallagarina ( Villa Lagarina) - 19'44"4

2010
- 5ª al Cross della Vallagarina ( Villa Lagarina) - 19'36"8

2012
- 8ª nella classifica generale della Coppa del mondo di corsa in montagna
- 13ª al Cross della Vallagarina ( Villa Lagarina) - 20'26"

2013
- 10ª alla Cinque Mulini ( San Vittore Olona) - 24'19"
- 5ª al Cross della Vallagarina ( Villa Lagarina) - 23'49"